# サン・パティオ大町
サン・パティオ大町（サン・パティオおおまち）とは、秋田県秋田市大町にある商業施設。

## 概要
1997年（平成9年）4月にオープンした。
当地はもともと秋田魁新報社屋があった場所であり、1995年（平成7年）の秋田市山王への移転にあたり、その跡地利用が地元関係者が設立した「まちなみデザイン推進委員会」によって移転前から模索されていた。その結果、竹半スポーツを中心とする地元商業者による再開発が決定し、通商産業省（当時）の「商店街パティオ事業」と市の優良建築物等整備事業の合併施行によって、パティオ（中庭）を中心とした商業施設が1997年3月に完成した。

## テナント
- サン・パティオこども園
- 和食すがわら
- そば一 - 開業時に秋田ニューシティから撤退し、移設。
- 株式会社寺子屋義塾
  - TEC進学センター大町パティオ校
  - 高等専修学校秋田クラーク高等学院
  - クラーク記念国際高等学校秋田キャンパス

## イベント
- トワイライト・リレー・コンサート
  - 中庭を使って、6月～9月の毎週土曜19:00から地元ミュージシャンを招いてのコンサートが行われる。このほかパフォーマンスイベントなども行われている。

## 周辺
- イーホテルショッピングモール
- 秋田中央警察署
- ねぶり流し館
- 秋田通町郵便局
- 日本銀行秋田支店
- 星辻神社
- 秋田銀行大町支店
- 岩手銀行秋田支店
- 秋田信用金庫本店
- サノ・ファーマシー・佐野薬局本店

## アクセス
- JR秋田駅から徒歩約15分
- 秋田中央交通バスねぶり流し館前停留所下車